# Body horror

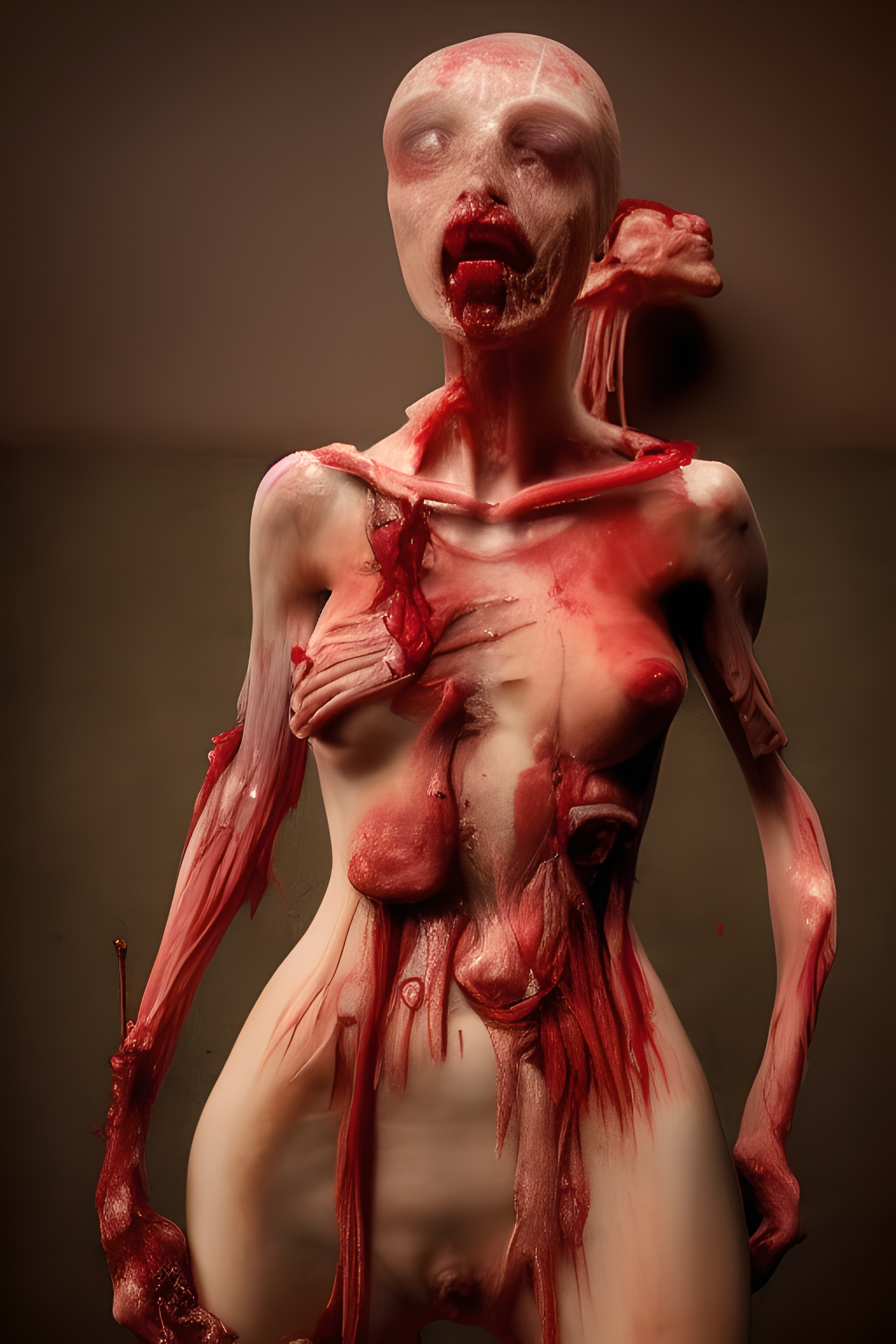
Imagem de horror corporal criada por inteligência artificial (Stable Diffusion).

Body horror ou biological horror (em português, horror corporal, terror corporal, horror biológico ou terror biológico) é um subgênero do cinema de terror que apresenta intencionalmente violações gráficas ou psicologicamente perturbadoras do corpo humano. Essas violações podem se manifestar por meio de sexo aberrante, mutações, mutilação, zumbificação, violência gratuita, doenças ou movimentos não-naturais do corpo. Embora tenha sido aplicado originalmente a um subgênero emergente do cinema de terror norte-americano, o conceito de body horror tem suas raízes nos primórdios da literatura gótica e se expandiu para incluir outras mídias.

## Características

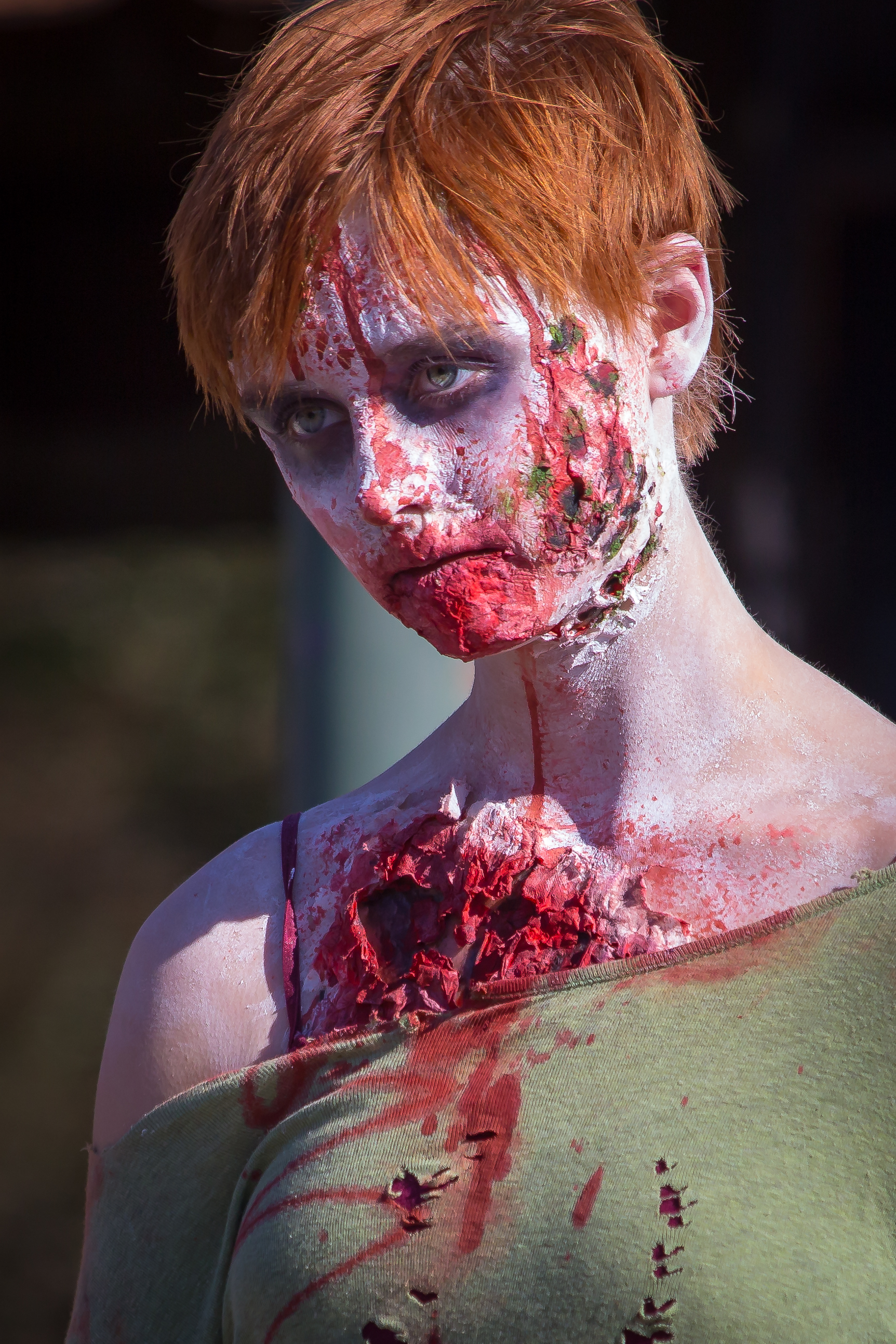
A zumbificação é um dos elementos que podem ser explorados no cinema de horror corporal.

De acordo com a estudiosa de cinema Linda Williams, o horror corporal é um dos três gêneros corporais "grosseiros" ou "gêneros de excesso" do cinema, sendo os outros dois a pornografia e o melodrama. Williams escreve que o sucesso deles "é frequentemente medido pelo grau em que a sensação do público reproduz o que é visto na tela". Por exemplo, o espectador pode experimentar sentimentos de medo através do horror, simpatia através do melodrama ou excitação sexual através da pornografia. Segundo o livro Horror Literature Through History, o horror biológico "volta-se para o medo do corpo e os limites da carne", bem como "celebra as capacidades e potencialidades transformadoras inerentes ao corpo. Essas transformações corporais são sempre ambíguas: violentas e, ao mesmo tempo, libertadoras e repulsivamente belas".
O horror biológico geralmente compartilha características em comum com outros subgêneros de terror, mas é diferente deles. Por exemplo, embora elementos de mutilação possam estar presentes no horror corporal, subgêneros como slasher, splatter ou filmes de monstros também podem compartilhar esse tropo, mas diferem em mensagem e intenção. Uma diferença comum no body horror é que as violações ou distorções do corpo raramente são o resultado de violência imediata ou inicial. Em vez disso, elas geralmente são marcadas por uma perda de controle consciente sobre o corpo por meio de mutação, doença ou outros tropos envolvendo transformação descontrolada. Esse subgênero pode invocar no espectador sentimentos intensos de desgosto físico e psicológico, ou nojo, e explora as ansiedades de vulnerabilidade física.

## História

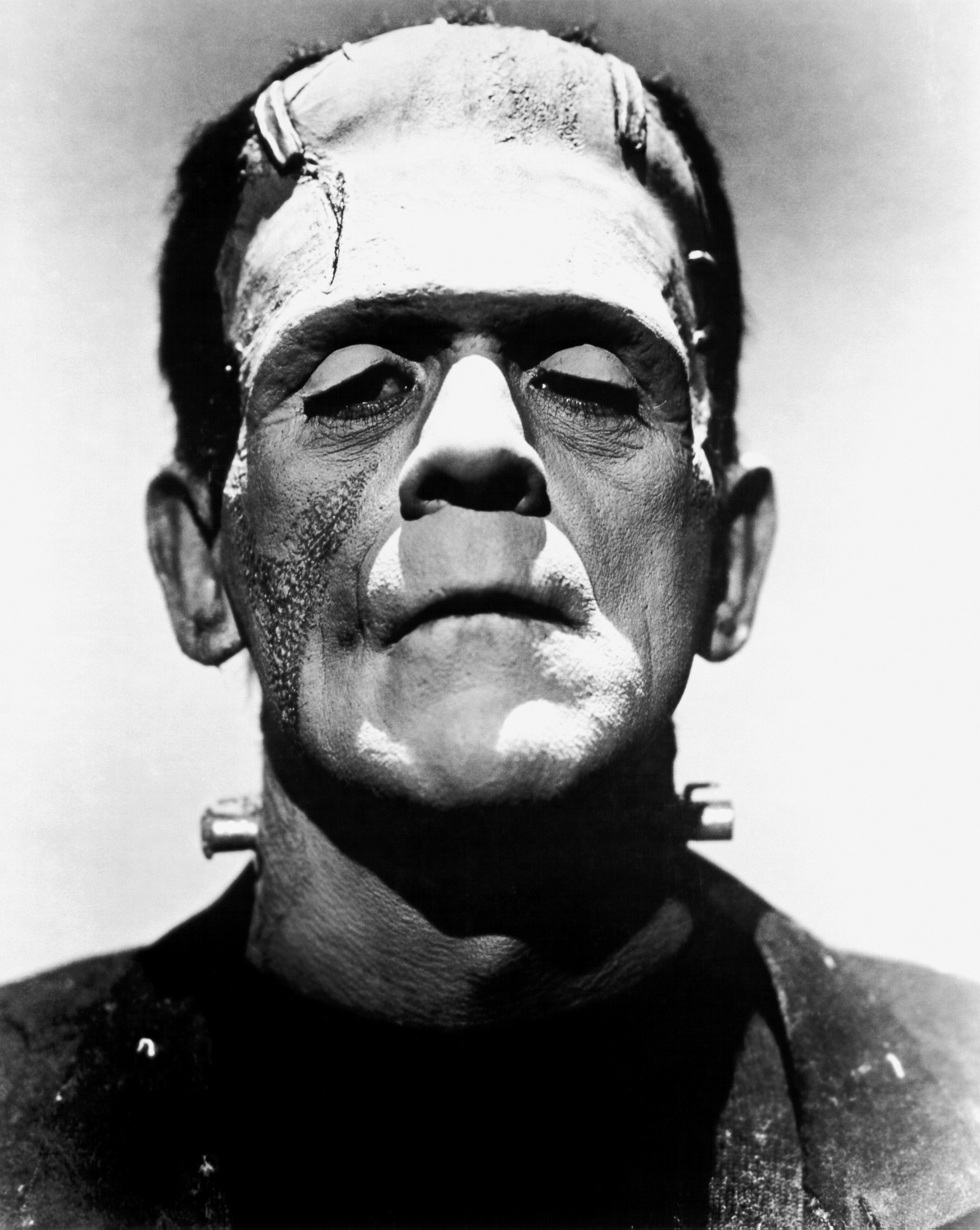
O monstro de Frankenstein é considerado um dos primeiros exemplos do subgênero na literatura e no cinema.

A terminologia body-horror foi usada pela primeira vez por Phillip Brophy em seu artigo de 1983 "Horrality: The Textuality of the Contemporary Horror Film", para descrever um subgênero emergente que ocorreu durante um curto período de ouro do cinema de terror contemporâneo focado na "destruição corporal" e no "medo do próprio corpo". Embora Brophy tenha cunhado o termo para descrever especificamente uma tendência dentro do cinema, o cineasta Stuart Gordon observa que histórias que apresentavam o corpo humano como uma fonte de terror já existiam antes da adaptação desse tropo para a tela, principalmente na literatura de ficção.
Frankenstein (1818), de  Mary Shelley, é um dos primeiros exemplos do subgênero na ficção escrita. O sucesso do horror gótico no século XIX, combinado ao surgimento da literatura de ficção científica, é considerado a origem do horror corporal como gênero literário. De acordo com Halberstam: "Ao focar no corpo como um locus de medo, o romance de Shelley sugere que são as pessoas (ou pelo menos os corpos) que aterrorizam as pessoas (...), a paisagem do medo é substituída por pele suturada."

Seth Brundle (Jeff Goldblum) transforma-se gradativamente num "homem-mosca" no filme The Fly (1986), de David Cronenberg, um importante exemplar do body horror.

### Cinema
O cineasta canadense David Cronenberg é considerado o principal criador do body horror por meio de seus primeiros filmes como Shivers (1975) e Rabid (1977), bem como pela refilmagem The Fly (1986). No entanto, tropos de horror corporal já existiam no cinema antes do reconhecimento oficial do gênero. Os primeiros exemplos do gênero surgiram do cinema de terror americano da década de 1950, tais como The Blob (1958) e The Fly (1958), ambos os quais estabeleceram o padrão para o gênero devido ao foco principal dos filmes em mutilação corporal e efeitos especiais viscerais. Muitos filmes contemporâneos do gênero terror (aqueles produzidos depois de 1968), incluindo o horror corporal, são considerados pós-modernos em contraste com o terror clássico.
O terror corporal é amplamente representado em todo o horror japonês e na mídia nipônica contemporânea, como os animes. O filme Akira (1988), de Katsuhiro Otomo, é um dos primeiros exemplos de horror corporal em animes. O filme utiliza o gênero para explorar a "noção do corpo adolescente como um local de metamorfose, uma metamorfose que pode parecer monstruosa tanto para a figura que a sofre quanto para o mundo exterior." O longa The Substance (2024), dirigido por Coralie Fargeat, fez história em 2025 quando foi indicado em cinco categorias na 97.ª edição do Oscar, incluindo melhor filme, tornando-se o primeiro filme de terror corporal a ser indicado nessa categoria; suas outras nomeações foram para direção, atriz, roteiro original e melhor maquiagem e penteados.

### Banda desenhada
Muitos autores de mangás ou mangakás, entre eles Junji Ito, especializaram-se em escrever dentro do gênero de horror e utilizam tropos do terror biológico em combinação com elementos narrativos próprios das histórias de terror japonês. Altamente influenciado por H. P. Lovecraft, o mangá de Ito retrata o horror corporal obsceno através da estética e da narrativa, a fim de invocar sentimentos de horror abjeto. Em contraste, o cartunista canadense Michael DeForge incorpora aspectos recorrentes do terror corporal em seu trabalho por meio de estilos estéticos e narrativos menos gráficos.

## Recepção e influência

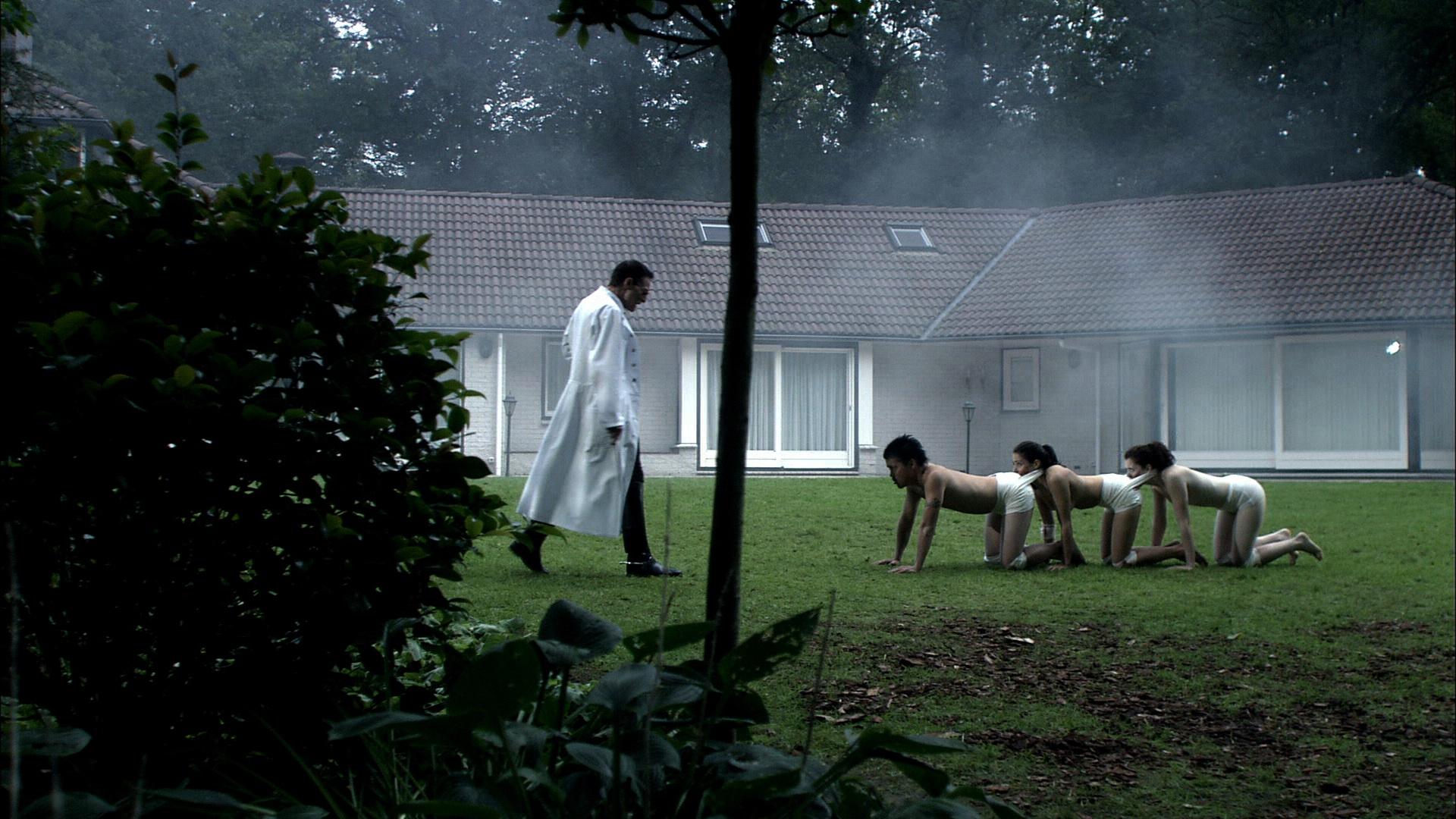
Cena de The Human Centipede (First Sequence), exemplo de filme com elementos de horror corporal censurado em alguns países.

Desde o século XVIII, o gênero horror tornou-se popular entre o público, mas foi considerado polêmico pelos críticos que viram o gênero e seus elementos temáticos como ameaçadores ou perigosos para a sociedade.
Devido ao uso de violência gráfica e gratuita ou de temas que podem ser considerados tabu, a mídia de terror que se enquadra no gênero de horror corporal é frequentemente censurada ou proibida em vários países. Por exemplo, os filmes da série The Human Centipede foram chamados de "pornografia da tortura" e amplamente criticados por incluírem descrições excessivamente "apelativas e gratuitas de perversão sexual destrutiva". Essa avaliação foi concretizada quando vários países, incluindo o Reino Unido e a Austrália, baniram oficialmente o segundo filme da série em sua versão sem cortes."
Filmes e mídia que se enquadram no subgênero do horror corporal refletem uma ansiedade social corporal específica e podem fornecer comentários sociais sobre a história e influenciar a cultura contemporânea.